# سالفاتوري باني
سالفاتوري باني (بالإيطالية: Salvatore Bagni)‏ (من مواليد 25 سبتمبر 1956 من كوريدجو): لاعب كرة قدم إيطالي سابق كان يلعب بشكل أساسي كلاعب خط وسط. وهو يشغل حاليا منصب المدير الرياضي.
بدأ باني مشواره مع دوري الدرجة الرابعة الإيطالي مع نادي كاربي (1975-1977)، ولعب بعد ذلك في دوري الدرجة الاولى الإيطالي ضمن صفوف نادي بيروجيا (1977-1981)، قبل أن ينتقل إلى العملاق الإيطالي إنتر (1981-1984)، حيث فاز بكأس إيطاليا في عام 1982.
لعب ضمن تشكيلة المنتخب الإيطالي في كأس العالم لكرة القدم 1986.

## وصلات خارجية
- سالفاتوري باني على موقع الاتحاد الدولي (مؤرشف)  (الإنجليزية)
- سالفاتوري باني على موقع الاتحاد الأوربي (الإنجليزية)
- سالفاتوري باني على موقع قاعدة بيانات كرة القدم.إي يو (الإنجليزية)
- سالفاتوري باني على موقع ناشيونال فوتبول تيمز (الإنجليزية)
- سالفاتوري باني على موقع عالم كرة القدم.نت (الإنجليزية)
- سالفاتوري باني على موقع أوليمبيديا (الإنجليزية)
- سالفاتوري باني على موقع GSA (الإنجليزية)

- FootballPlus profile